# Synodontis sp. nov. 'Lower Tana'
Synodontis sp. nov. 'Lower Tana é uma espécie de peixe da família Mochokidae.
É endémica do Quénia.
Os seus habitats naturais são: rios. 